# Van geluk gesproken
Van geluk gesproken é um filme de drama neerlandês de 1987 dirigido e escrito por Pieter Verhoeff. Foi selecionado como representante dos Países Baixos à edição do Oscar 1988, organizada pela Academia de Artes e Ciências Cinematográficas.

## Elenco
- Mirjam Sternheim - Martje Wilbrink
- Peter Tuinman - Leo de Zeeuw
- Geert de Jong - Rosa Leroy
- Marijke Veugelers - Karin de Bruin
- Michiel Romeyn - Harrie de Bruin
- Loudi Nijhoff - Moeder Kalk
- Aart Lamberts - Wouter Kalk